# Józef Sroczyński
Józef Sroczyński (ur. 21 lutego 1873 w Poznaniu, zm. 1926, tamże) – poznański przemysłowiec, meblarz, właściciel fabryki.

## Życie i firma
Urodził się w rodzinie woźnicy. Po ukończeniu szkoły ludowej uczył się zawodu tapicera-dekoratora w fabryce Ostmarkische Werkstätten für Wohnungskunst w Poznaniu. Później, aż do powołania własnej firmy, pracował w tych zakładach.
Firmę Józef Sroczyński - Nadworna Fabryka Mebli założył w 1906. Ofertę mebli artystycznych adresował przede wszystkim do warstw zamożnych, w tym dla bogatego wielkopolskiego ziemiaństwa. Pierwsze warsztaty znajdowały się przy ul. Berlińskiej (dziś ul. 27 Grudnia) 5 i 16, a pod numerem 8 umieszczono powierzchnie ekspozycyjne. Fabryka produkowała pojedyncze sztuki mebli, jak i całe wyposażenie mieszkań i rezydencji. W 1919, po opuszczeniu Poznania przez wielu Niemców, Sroczyński zakupił od Adolfa Belaua nieruchomość przy ul. Szczanieckiej na Łazarzu, z przeznaczeniem na nowy zakład, którym kierował do nagłego zgonu w 1926. Od około 1922 kierownictwo artystyczne w firmie objął Edmund Węcławski.

## Nagrody
Meble Sroczyńskiego zdobyły nagrody m.in. na:
- Wystawie Przemysłowej w Poznaniu - 1908,
- Ostdeutsche Ausstelung für Industrie Gewerbe und Landwirtschaft w Poznaniu - 1911,
- Wystawie Przemysłu Lekkiego w Toruniu - 1913,
- Grand Prix Międzynarodowej Wystawy Sztuki Dekoracyjnej w Paryżu - 1925,
- złoty medal na PeWuCe w Poznaniu - 1929.

## Realizacje firmy
Realizacje firmy, także po zmianie nazwy na Józef Sroczyński i Spadkobiercy - Wytwórnia Mebli Artystycznych i po śmierci założyciela:
- wyposażenie poznańskich banków - Cukrownictwa oraz Kwilecki-Potocki, 1920–1924,
- wnętrza Hotelu Bazar, 1922–1924,
- wyposażenie i meble do pałaców w Gułtowach, Smolicach, Rogaczewie, Miłosławiu oraz Czerniejewie, 1926–1929,
- wnętrza Pałacu Pracy w Genewie, 1927,
- wyposażenie salonki prezydenta RP, 1928,
- wyposażenie polskich placówek dyplomatycznych - Ankara, Belgrad, Bukareszt, Kopenhaga, Meksyk, Praga, Sztokholm, Sofia, lata 30. XX w.,
- wyposażenie banków w Warszawie - PKO i BGK, 1932–1935,
- wyposażenie Hotelu Bristol w Warszawie, 1934–1935,
- meble dla Uniwersytetu Poznańskiego i Uniwersytetu Jana Kazimierza we Lwowie, 1934,
- wyposażenie hotelu Patria w Krynicy, na zlecenie właściciela - Jana Kiepury, 1935,
- wnętrza domu rekolekcyjnego w Zamku Bierzgłowskim - zlecenie bpa Stanisława Okoniewskiego, od 1935,
- wyposażenie wnętrz uzdrowiska w Morsztynie, 1936–1937,
- wnętrza hotelu zdrojowego w Krynicy, 1938,
- wnętrza Domu Turysty w Ożirniaku koło Worochty, 1938.